# Feldbahn im Marine-Munitionsdepot Laboe

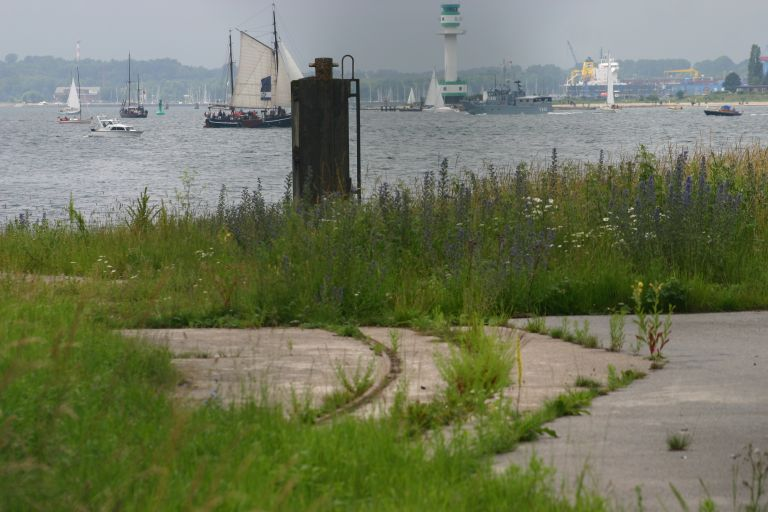
Rest der Bahn am Anleger an der Kieler Förde im Juni 2007

Die Feldbahn im Marine-Munitionsdepot in Laboe wurde von 1958 bis 1996 betrieben und war eine Marinebahn der Bundesmarine.

## Aufgabe und Streckennetz
Aufgabe der Feldbahn war der Transport von Munition vom Depot bei Laboe zu einem Pier an der Kieler Förde. Es stand ein Streckennetz von 28 Kilometern Länge in der Spurweite 600 mm zur Verfügung.
Zur Verladung der Munition auf die Marineschiffe ist noch heute an der Kieler Förde eine 300 Meter lange Mole vorhanden; dort waren im Straßenplanum drei Gleise mit sechs Weichen verlegt. Zwischen Munitionspier und dem Lagerbereich musste die Bahn eine erhebliche Steigung überwinden.
Eine weitere Strecke führte zu einem Verladebahnhof, wo die Munition auf Lastkraftwagen der NATO oder Bundeswehr umgeladen wurde. Alle Bunker, Arbeitshäuser und Werkstätten waren an die Schmalspurbahn angeschlossen. An den Munitionsbunkern gab es ein Ladegleis sowie ein durchgehendes Streckengleis, auf dem mit 18 km/h gefahren werden konnte. Mit einem Gabelstapler wurde die Munition von den Flachwagen in die Arbeitshäuser transportiert. Gleise lagen teilweise entlang des äußeren Zaunes, um von der Lok aus den Zaun zu kontrollieren. Für die Reparatur der Lokomotiven und Wagen gab es eine Werkstatt. Für die Lokomotiven stand eine große viergleisige Abstellhalle zur Verfügung.
Für die Pendler von Laboe nach Heikendorf wurde 1963 eine Fußgängerbrücke errichtet, damit die Schmalspurbahn jederzeit ungehindert auf die Mole fahren konnte. Etwas abseits in Richtung Laboe ist noch eine kleinere Mole, die von den Pionieren benutzt wurde. Hierher führte eine Strecke, die den Fördewanderweg ebenerdig kreuzte.
Beim Streckenaufbau wurden Schienenprofile vom Typ S 14 eingebaut, die später gegen S-20-Schienen ausgewechselt wurden.

## Fahrzeuge
Für den Betrieb standen elf Lokomotiven der Typen DS 90 und DS 60 zur Verfügung. Die 18 km/h schnellen und zehn Tonnen schweren Lokomotiven wurden von der Diepholzer Maschinenfabrik (DIEMA) ausgeliefert. Zur Streckenkontrolle war eine Draisine vorhanden.
Zum Transport von Munition oder Ausrüstungsgegenständen standen 300 Flachwagen (ab 1960 bei Krupp-Dolberg hergestellt) mit und ohne Wurfhebelbremse zur Verfügung. Für die Flachwagen gab es Sitzbänke, Kran- oder Tankaufbauten, die vier seitlichen Holzbordwände konnten entfernt werden. In der Anfangszeit des Depots gab es auch gedeckte zwei- und vierachsige Wagen für den Transport empfindlicher Geräte wie Kompasse oder Echolote.
Spezialwagen hatten klappbare Seitenrampen und Stützen an den Stirnseiten. Für Schottertransporte und Grünschnitt waren Kipploren vorhanden, für Gleisarbeiten ein Kranwagen. Ferner gab es für besondere Anlässe wie Geburtstage oder Jubiläen drei so genannte Sambawagen mit Sitzbänken. Für den Winterdienst stand eine auf Flachwagen aufgebaute Schneeschleuder zur Verfügung.

## Betrieb
Es wurden Transporte sowohl zwischen Bunkern und Arbeitshäusern vorgenommen als auch von den Bunkern zu den Schiffen der Marine. Die Züge wurden aus einem Sitzwagen für den Rangierer, einer Lok und neun Flachwagen oder Kipploren zusammengestellt. Um Explosionsunglücke zu vermeiden, wurden Raketen, Granaten, Seeminen, Wasserbomben und Torpedoköpfe getrennt gelagert und transportiert. Um Torpedos transportieren zu können, wurden die Flachwagen mit sehr langen Kuppeleisen verbunden.
Wegen der Explosionsgefahr wurde der Fördewanderweg von Laboe nach Heikendorf vor den Munitionstransporten mit Toren geschlossen. Mit Anzeigetafeln wurde die Dauer der Sperrung wenige Tage vorher bekannt gegeben. Im Normalfall kamen zwei Züge hintereinander auf die Mole gefahren und wurden beladen. Wenn die Züge im Bunkerbereich angekommen waren, kam ein Wachmann und schloss die Tore für die Fußgänger und Radfahrer wieder auf. Die Bahn war für Spaziergänger nur zu sehen, wenn zu Kontrollfahrten entlang des Zaunes oder zur kleinen Mole gefahren wurde.
Damit im Brandfall die Bunker oder Arbeitshäuser erreicht werden konnten, gab es einen Feuerlöschzug, bestehend aus zwei Wagen für Schläuche, Löschgeräte und die Motorwasserpumpe. Wenn der Zug nicht gebraucht wurde, konnte er am Fördewanderweg in einer Halle abgestellt werden.
Wenn die Lokführer im Gelände neue Fahrtaufträge erfragen wollten, musste ein Feldtelefon an das Telefonnetz angeschlossen werden.

## Stilllegung
Anfang der 1990er Jahre wurden Straßen zu den Bunkern im Sperrbereich gebaut, die Strecken der Schmalspurbahn außer Betrieb genommen, die Gleise abgebaut und verkauft. Heute liegen im Depot nur noch kurze Reste im Beton oder in Bahnübergängen. Die letzten Fahrten erfolgten 1995; endgültig eingestellt wurde der Schmalspurbetrieb im Dezember 1996. Ein Teil der Gleise wurde im Freizeitpark Tolk-Schau verlegt, um die Parkbahn zu erweitern.
Die Lokomotiven wurden abgegeben, teilweise an die Diepholzer Maschinenfabrik und auch an Freizeiteinrichtungen. 90 Güterwagen wurden an Feldbahnfreunde und Museen verkauft.